# Silvesterklaus

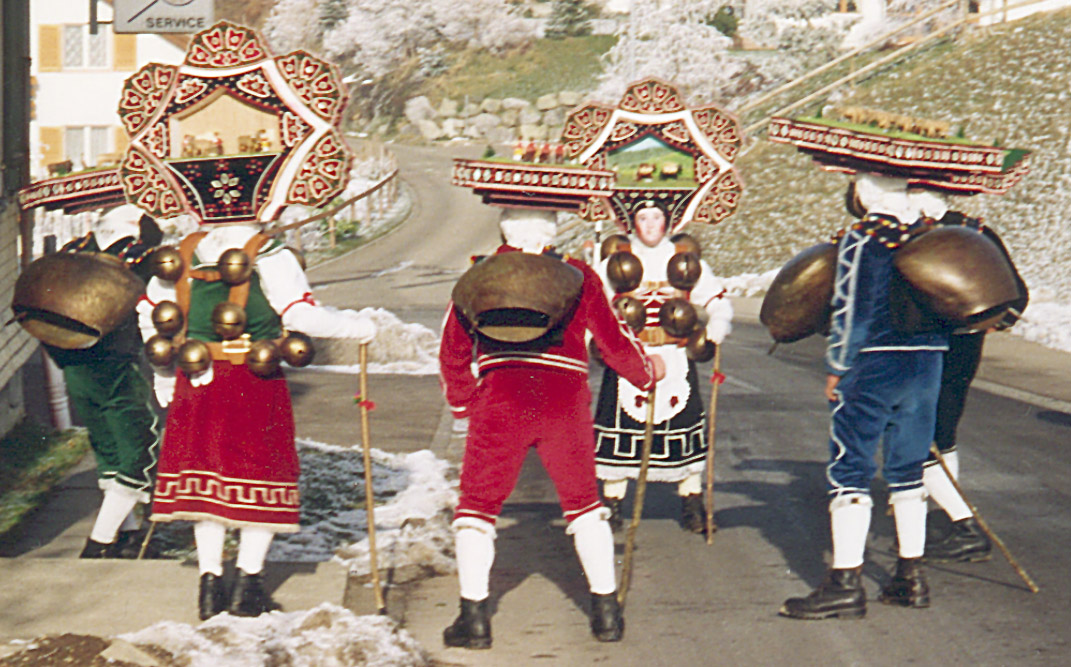
Beaux Silvesterklaus à Schwellbrunn

Un Silvesterklaus  ou Silvesterchlaus (littéralement Silvester Klaus signifie Nicolas de la Saint-Sylvestre en allemand) est une personne masquée et costumée qui agit ainsi dans le cadre des Silvesterklausens ou Silvesterchlausen (en allemand), une coutume religieuse du Canton d'Appenzell Rhodes-Extérieures en Suisse. Elle fait partie des traditions vivantes de Suisse. 

## Histoire
En 1582, le pape Grégoire XIII introduit le calendrier grégorien (présentant une différence de 13 jours avec le calendrier julien), certains cantons protestants de Suisse le rejettent,,,, le canton suisse allemand d'Appenzell Rhodes-Extérieures l'adopte entre 1724 et 1798 selon les communes.
La première mention des Silvesterklaus remonte à 1663. Ils existent aussi bien en Appenzell Rhodes-Extérieures qu'en Appenzell Rhodes-Intérieures, qui les interdit de 1776 à 1808. Ils y ont alors une existence souterraine, jusqu'à leurs disparitions vers 1900. On suppose que les Silvesterklaus ne sont pas d'origine païenne, mais remontent à une tradition d'étudiants monastiques du nord de la France à la fin du Moyen Âge.
Aujourd’hui, perpétuant la tradition, certains villages du canton d'Appenzell Rhodes-Extérieurs continuent à célébrer 2 fois la veille du nouvel an, le 31 décembre et le 13 janvier,,,. 
Au 19e siècle, elle permettait de régler les querelles entre les habitants des villages et ceux des vallées.
Depuis la fin de la Seconde Guerre mondiale, à Urnäsch, elle est devenue une importante attraction touristique.

## Description
Il y a trois cliques de Silvesterklaus: 
- les vilains, portent un costume fait de brindilles de sapin, de lierre, de mousse et portent des masques effrayants[1],[2],[4]. Elle est la plus ancienne des cliques[3].

- les beaux, ont une coiffe ornée avec de scènes de la vie paysanne, des coutumes domestiques, de l'artisanat, ou de la vie de famille. Leurs costumes ressemblent à des tenues traditionnelles typiques d'Appenzell, ils nécessitent des centaines d'heures de travail. Bien que les costumes représentent des hommes ou des femmes, les individus qui les portent sont exclusivement des hommes (les femmes ne participent pas du tout à la tradition des Klaus)[1],[2],[4]. Cette clique est apparue au début du 19e siècle[3].

- les beaux-vilains, portent un costume semblable à ceux des vilains, ils portent, néanmoins, des coiffes de formes similaire à celle des Beaux, Leurs masques sont confectionnés avec des matériaux naturels[1],[2],[3]. Ils sont apparus durant les années 60[4].

Les Silvesterklaus, par groupes de six, s'arrêtent à chaque ferme souhaiter la bonne année, en sonnant leurs cloches et en chantant un « Zäuerli » (yodel naturel polyphonique typique d'Appenzell) dans le but d'éloigner les mauvais esprits. Ils sont récompensés avec du vin, ou de l'argent,.
Les enfants, eux, revêtent des costumes fabriqués en matériaux naturels mais ne portent pas de masques. Ils ne font pas non plus le même périple que les adultes,,.

## Influences
De figures similaires se trouvent un peu partout en Europe, notamment dans les régions de montagne.
- Les Geisselklepfer qui animent le Klausjagen (la chasse à Nicolas) la veille de la Saint-Nicolas à Küssnacht (canton de Schwytz) ;
- Les Krampus dans les pays de langue allemande ;
- Les Mamuthones en Sardaigne qui portent aussi des cloches sur le dos.

## Discographie
- Marcel Cellier, Appenzeller Zäuerli (Jodel d’Appenzell) (1976) LP/ CD DC 009

## Filmographie
- Découverte de la Suisse : Silvesterklause, reportage de Jean-Jacques Lagrange, Radio Télévision Suisse, 1978, 35 min
- Passe-moi les jumelles : Portrait du Nouvel An Urnäsch, Radio Télévision Suisse, 2009, 10 min
- Passe-moi les jumelles : Appenzell, les esprits du Nouvel An, reportage de Raphaël Engel, Radio Télévision Suisse, 2016, 26 min